# Juan Francisco Muñoz
Juan Francisco Muñoz Melo (* 25. Juni 1959 in Santander) ist ein ehemaliger spanischer Handballspieler, der zumeist auf Rückraum links eingesetzt wurde.
Der 1,95 m große und 95 kg schwere Rechtshänder begann seine Profikarriere bei CB Calpisa Alicante, mit dem er 1978 spanischer Meister wurde. 1979 gewann er die Copa del Rey de Balonmano und den Europapokal der Pokalsieger. 1981 wechselte er zum FC Barcelona, bei dem er bis 1988 dreimal die Meisterschaft, viermal den Königspokal, sechsmal die Katalanische Liga, einmal den spanischen Supercup sowie dreimal den Europapokal der Pokalsieger gewann. Anschließend ging er in seine Heimatstadt zu Teka Santander. Mit Teka holte er zwei weitere Meistertitel, sechs nationale Pokalsiege und drei Europapokalsiege.
Mit der spanischen Nationalmannschaft nahm Muñoz an den Olympischen Spielen 1980 in Moskau, 1984 in Los Angeles, 1988 in Seoul und 1992 in Barcelona teil. Mit 243 Länderspielen hat er die zweitmeisten Einsätze eines spanischen Feldspielers und fünftmeisten insgesamt absolviert. Zeitweilig war er auch Rekordspieler, ehe er 1995 von Lorenzo Rico überholt wurde. Mit 701 Toren war er auch Rekordtorschütze, ehe ihn zunächst Juanín García (822) und später Iker Romero (753) sowie Alberto Entrerríos (726) überholten.

## Erfolge
- mit CB Calpisa
  - Liga ASOBAL 1978
  - Copa del Rey de Balonmano 1980
  - Europapokal der Pokalsieger 1980
- mit dem FC Barcelona
  - Liga ASOBAL 1982, 1986, 1988
  - Copa del Rey de Balonmano 1983, 1984, 1985, 1988
  - Supercopa Asobal 1987
  - Europapokal der Pokalsieger 1984, 1985, 1986
  - Katalanische Liga 1982, 1983, 1984, 1985, 1987, 1988
- mit Teka Santander
  - Liga ASOBAL 1993, 1994
  - Copa del Rey de Balonmano 1989, 1995
  - Supercopa Asobal 1993, 1995
  - Copa ASOBAL 1991, 1992
  - Europapokal der Pokalsieger 1990
  - EHF-Pokal 1993
  - EHF Champions League 1994